# Charaxes nausicaa
Charaxes nausicaa är en fjärilsart som beskrevs av Otto Staudinger 1891. Charaxes nausicaa ingår i släktet Charaxes och familjen praktfjärilar. Inga underarter finns listade i Catalogue of Life.